# Branko Lazić
Branko Lazić (cirílico sérvio: Бранко Лазић) (Loznica (Mačva), 12 de janeiro de 1989) é um basquetebolista profissional sérvio que atualmente defende o Crvena Zvezda Telekom. O atleta que possui 1,94m de altura e atua na posição Armador.
Ele também representou a seleção nacional sênior de Seleção Sérvia de Basquetebol. Ele conquistou um recorde de seis títulos da Liga Adriática de Basquetebol.